# Хиетамиес, Мирья
Мирья Кюлликки Хиетамиес-Этеляпяя, в девичестве Хиетамиес (фин. Mirja Kyllikki Hietamies-Eteläpää; 7 января 1931, Леми — 14 марта 2013) — финская лыжница, олимпийская чемпионка, призёрка чемпионата мира.

## Карьера
На Олимпийских играх 1952 года в Осло завоевала серебро в гонке на 10 км, единственной на тот момент дисциплине в соревнованиях лыжниц.
На Олимпийских играх 1956 года в Кортина-д’Ампеццо стала олимпийской чемпионкой в эстафетной гонке, в которой она бежала второй этап, уйдя на свой этап на втором месте с отставанием в 24 секунды от советской команды. Хиетамиес сумела отыграть 18 секунд и передала эстафету также на втором месте, но с отставанием всего лишь в 6 секунд. На последнем этапе Сийри Рантанен вырвала победу у сборной СССР и финки завоевали золото. В личной гонке на 10 км заняла 6-е место.
На чемпионате мира 1954 завоевала серебро в эстафете и бронзу в гонке на 10 км.
Дважды побеждала на чемпионатах Финляндии, оба раза в гонках на 10 км.
В 1955 году была признана спортсменкой года в Финляндии.
После завершения спортивной карьеры работала в финской федерации лыжного спорта.
Скончалась 14 марта 2013 года на 83-м году жизни.